# Nisaetus
Genre
Nisaetus est un genre d'oiseaux de la famille des Accipitridae, dont les espèces étaient autrefois placées dans le genre Spizaetus.

## Liste d'espèces
D'après la classification de référence (version 14.1, 2024) de l'Union internationale des ornithologues, il y a 10 espèces du genre Nisaetus (ordre philogénique) :
- Nisaetus kelaarti (Legge, 1878) – Aigle de Legge ;
- Nisaetus nanus (Wallace, 1868) – Aigle de Wallace ;
- Nisaetus nipalensis Hodgson, 1836 – Aigle montagnard ;
- Nisaetus alboniger Blyth, 1845 – Aigle de Blyth ;
- Nisaetus bartelsi (Stresemann, 1924) – Aigle de Java ;
- Nisaetus lanceolatus (Temminck & Schlegel, 1845) – Aigle des Célèbes ;
- Nisaetus pinskeri (Preleuthner & Gamauf, 1998) – Aigle de Pinsker ;
- Nisaetus philippensis (Gould, 1863) – Aigle des Philippines ;
- Nisaetus cirrhatus (Gmelin, JF, 1788) – Aigle huppé ;
- Nisaetus floris (Hartert, EJO, 1898) – Aigle de Florès.